# جائزة فلم فير لأفضل ممثلة في دور ثانوي
جائزة فيلم فير لأفضل ممثلة في دور ثانوي (Filmfare Award for Best Supporting Actress) هي جائزة سنوية تعطى من مجلة فيلم فير كجزء من جوائزها الفنية لأفضل الإنجازات البوليوودية الهندية السنوية منذ سنة 1955، لمكافأة أفضل ممثلة متميزة تألقت في دور ثانوي. وعلى الرغم من أن جوائز فيلم فير بدأت في عام 1954، إلا أن جوائز هذه الفئة بدأت في العام الموالي. 
تمثل هذه الصفحة الفائزين في جوائز فيلم فير لأفضل ممثلة في دور ثانوي من مجلة فيلم فير منذ عام 1955.

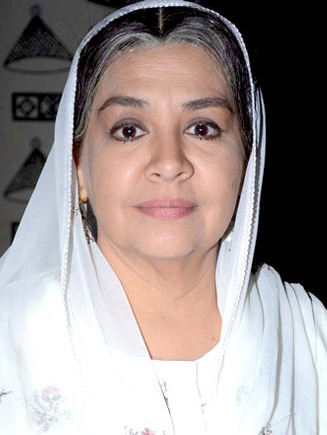
فريدة جلال

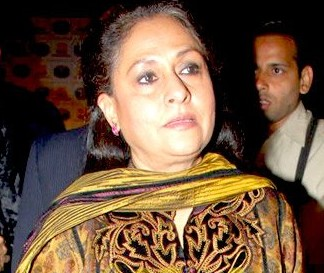
جايا بهادوري باتشان

| الصنف / الفئة                                        | الممثلات | عدد المرات |
| ---------------------------------------------------- | --- | ---------- |
| أكثر الممثلات فوزاً بالجائزة                          | نيروبا روي فريدة جلال جايا بهادوري باتشان راني موكيرجي سوبريا باثاك                                                                                  | 3          |
| أكثر الممثلات ترشيحاً للفوز بالجائزة                  | أرونا إيراني | 10         |
| أكثر الممثلات ترشيحاً للفوز بالجائزة دون الحصول عليها | بيندو | 7          |
| أكثر الممثلات ترشيحاً للفوز بالجائزة في عام واحد      | شوبها خوتي (1962) شاشي كالا (1967) نوتان بيهل (1974) بيندو (1975) سميتا باتيل (1984) سوشميتا سين (2000) راني موكيرجي (2005) كونكونا سين شارما (2008) | 2          |
| أكبر الفائزين                                        | دورغا خوتي | 70         |
| أكبر المترشحين                                       | دورغا خوتي | 70         |
| أصغر الفائزين                                        | عائشة كابور | 11         |
| أصغر المترشحين                                       | عائشة كابور | 11         |

## مقالات ذات صلة
- جوائز فيلم فير
- السينما الهندية
- بوليوود

## وصلات خارجية
- الموقع الرسمي